# المتحف الوطني للتاريخ الطبيعي (واشنطن)

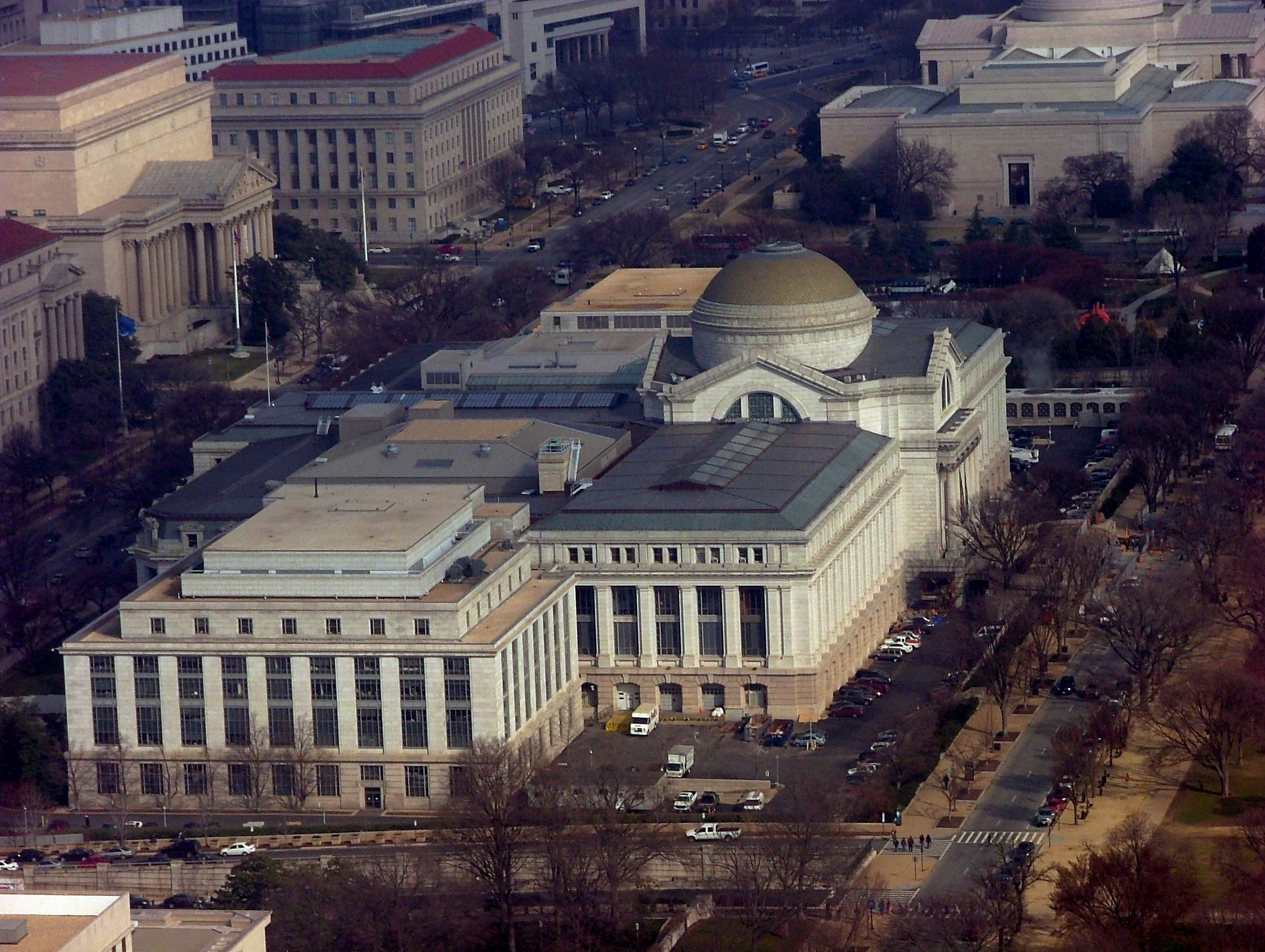
المتحف الوطني للتاريخ الطبيعي

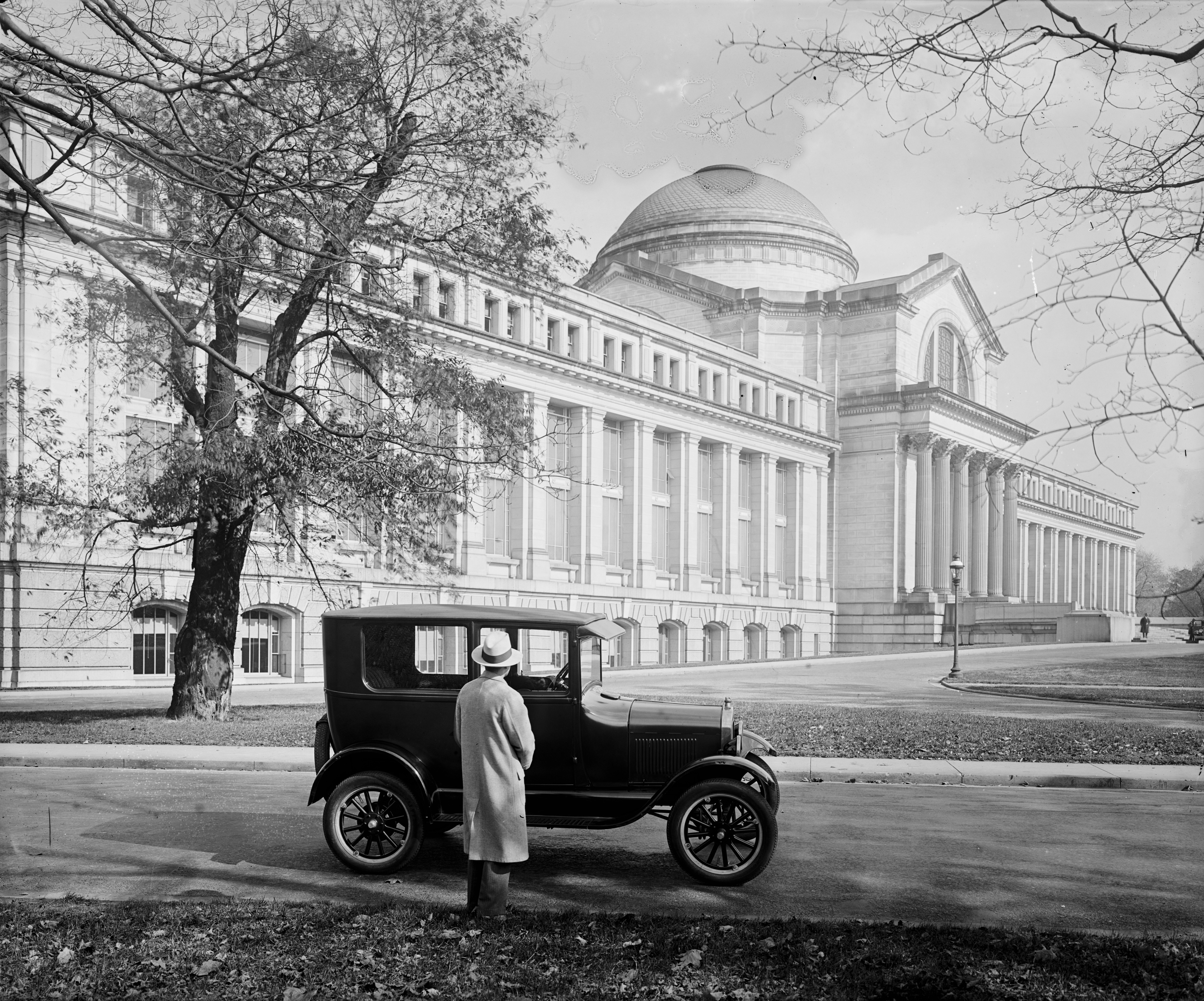
سيارة من طراز فورد موديل تي أمام المتحف عام 1926

المتحف الوطني للتاريخ الطبيعي (بالإنجليزية: National Museum of Natural History) هو متحف للتاريخ الطبيعي تحد إدارة مؤسسة سميثسونيان، يقع في المول الوطني في واشنطن العاصمة. المتحف مفتوح 364 يوما بالسنة والدخول إليه مجاني.
يحتوي المتحف على ما يزيد عن 125 مليون عينة من النباتات والحيوانات والمستحاثات والمعادن والصخور والنيازك والآثار الثقاقية. يعتبر هذا التحف الثاني من حيث الشعبية من متاحف سميثسونيان، وهو الأكبر من هذا النوع في العالم، كما يضم نحو 185 عالم طبيعة محترف، وهو أكبر عدد من العلماءالمختصين في دراسة التاريخ الطبيعي والثقافي في العالم.
يقع المتحف الوطني للتاريخ الطبيعي في منتزه ناشونال مول.

## تاريخ
أسس المتحف عام 1910 وتم تصميم مبناه من قبل هورنبلوور ومارشال.
صمم المبنى على الطراز المعماري النيوكللاسيكي، وكان الأول في الجهة الشمالية للمول الوطني، على شارع كونستيتيوشن، وكان جزءا من خطة ماكميلان لتطوير واشنطن. في عام 2000، تبرع كينيث بيرينج للمتحف ب80 مليون دولار وفي 1997 20 مليونا لتحديثه.
بالإضافة إلى العروض، يحتوي المتحف على مجموعات مرجعية، كالمعشب الوطني (National Herbarium).
في عام 2005، عرضت جوهرة «فراشة السلام» لأول مرة في الولايات المتحدة.
وفي عام 2008، افتتح عرض للتراب وخواصه المحافظة على الحياة على مساحة 460 م².

## أقسام

### قاعة الجيولوجيا والأحجار الكريمة والمعادن
مجموعة الأحجار الكريمة والمعادن هي من أهم المجموعات في العالم. تضم المجموعة بعضا من أشهر الجواهر والمعادن، ك«ماسة الأمل» الشهيرة وياقوتة «نجمة آسيا».
تضم المجموعة حاليا أكثر من 15 ألف حجر، و350 ألف معدن، و300 عينة صخرية.
بالإضافة، تحتوي مجموعة سميثسونيان الوطنية للأحجار الكريمة والمعادن على حوالي 35 ألف حجر نيزكي، وهي من أكبر المجموعات في العالم.

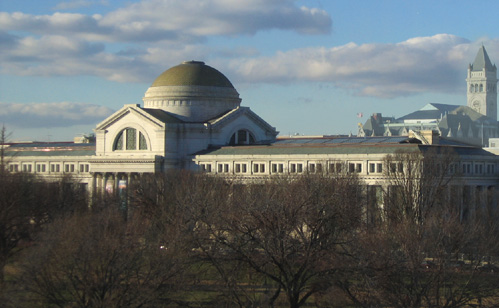
منظر للمتحف من المول الوطني

ماسة الأمل هي من أكثر المعروضات شعبية، وزنها 45.52 قيراطا (9.104 غراما)،  وتشتهر باللعنة المفترضة التي تحل بأصحابها. أضطر معظم أصحاب الماسة السابقين إلى بيعها نتيجة ضائقة ماليى. أما «نجمة آسيا»، فهي من أكبر أحجار الياقوت في العالم، وتزن 330 قيراطا (66 غراما)، وتم استخراجها من سري لانكا.
جزء من المجموعة معروض في قاعة جانيت آننبرغ هوكر للجيولوجيا، والأحجار والمعادن، أحد معارض المتحف العديدة. من أهم المتبرعين واشنطن روبلينج، الرجل الذي بنى جسر بروكلين، وقد تبرع ب16,000 عينة للمجموعة، وفريدريك كانفيلد الذي تبرع ب9,000، والدكتور آيزاك ليا، الذي تبرع بالمجموعة الأساسية من 1312 حجر ومعدن.

### قاعة الديناصورات
يحتوي المتحف على أكثر من 570 ألف زاحف مفهرس من أرجاء العالم. تضاعف حجم المجموعة الوطنية للبرمائيات والزواحف ب200% خلال الأعوام الأربعين السابقة (190 ألف عينة في 1970 لأكثر من 570 ألف في عام 2008).
أما قاعة الديناصورات، فتضم هياكل عظمية متحجرة ونماذج مسكوبة، من ضمنها مواجهة تيرانوصور مع تريسراتبس، وعرض التريسراتبس يظهر أول هيكل ديناصور دقيق في حركة افتراضية، حققت عبر استخدام تقنيات مسحية ورقمية.
تضم المجموعة 46 «عينة كاملة ومهمة» من الديناصورات.
هناك جولة افتراضية على الموقع الإلكتروني للمتحف.

### قاعة الثديات
يضم المتحف أكبر مجموعة من عينات الفقريات في العالم - أكبر بمرتين تقريبا من ثاني أكبر محموعة - وفيها مجموعات مهمة تاريخيا من القرنين التاسع عشر والعشرين.
أول من ابتدأ المجموعة هو عالم الحوانات كلينتون هارت مريام ووزارة الزراعة الأمريكية (لاحقا وزارة الداخلية)، التي وسعتها بين عامي 1890 و1930

### غيرها
يضم المتحف صالة آي ماكس لعرض أفلام روائية ووثائقية. بالإضافة، هناك حديقة أوركين للحشرات، التي تتيح للزوار رؤية ولمس حشرات حية، وفيها غرفة الاستكشاف، وهي غرفة نشاطات عملية ملائمة للعائلة والطلاب، وتقع على الطابق الأول.
يحتوي المتحف أيضا على عرض لحضارة وتراث السيخ اسمه «السيخ: ميراث من البنجاب.» يقع هذا العرض بين قاعة الثديات وعرض البيسبول على الطابق الأول. أما على الطابق السفلي، فهناك عرض للطيور يضم جميع الطيور المهاجرة والأصلية في منطقة واشنطن.

## معرض صور

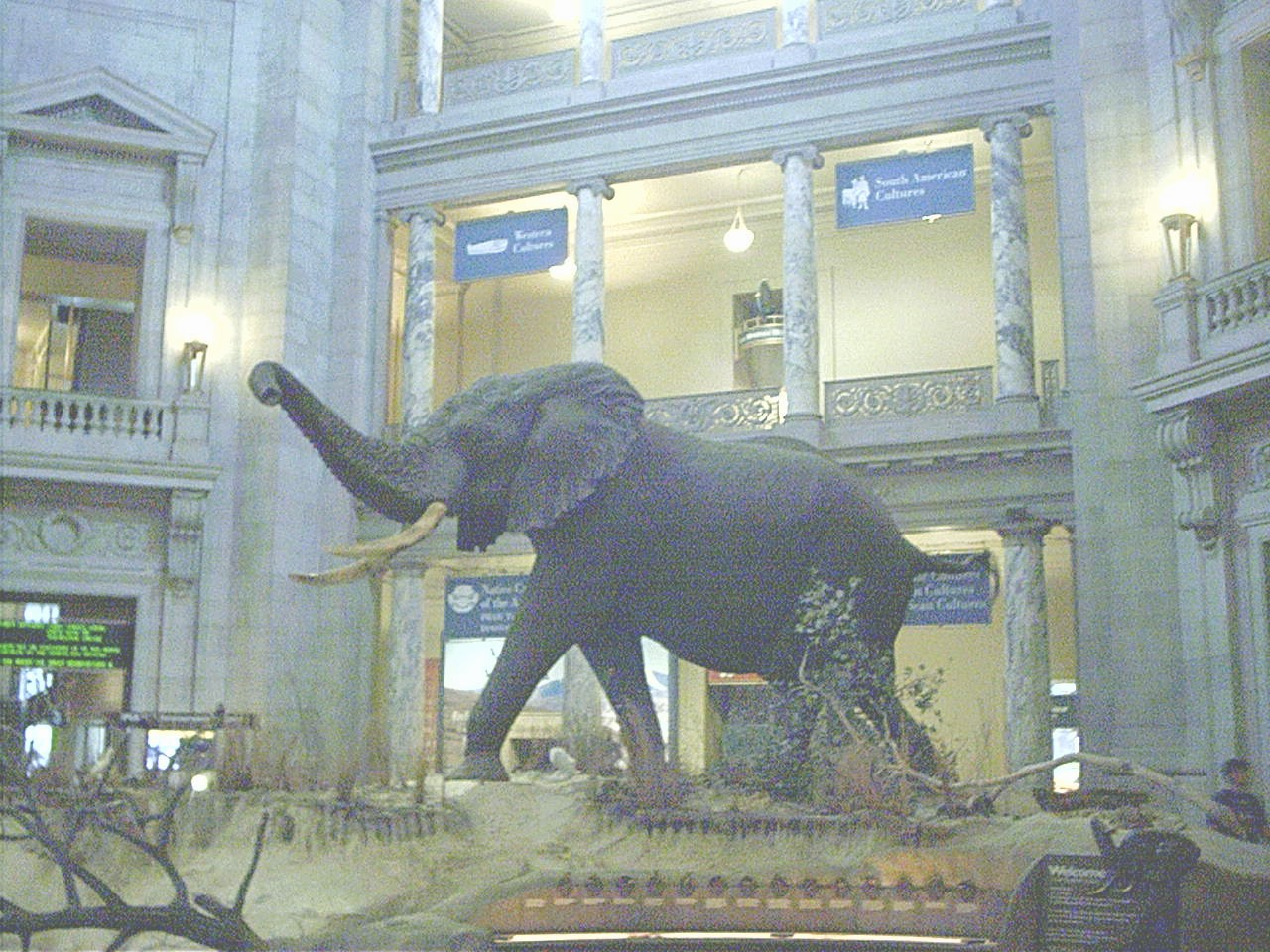
تحت قبة المتحف
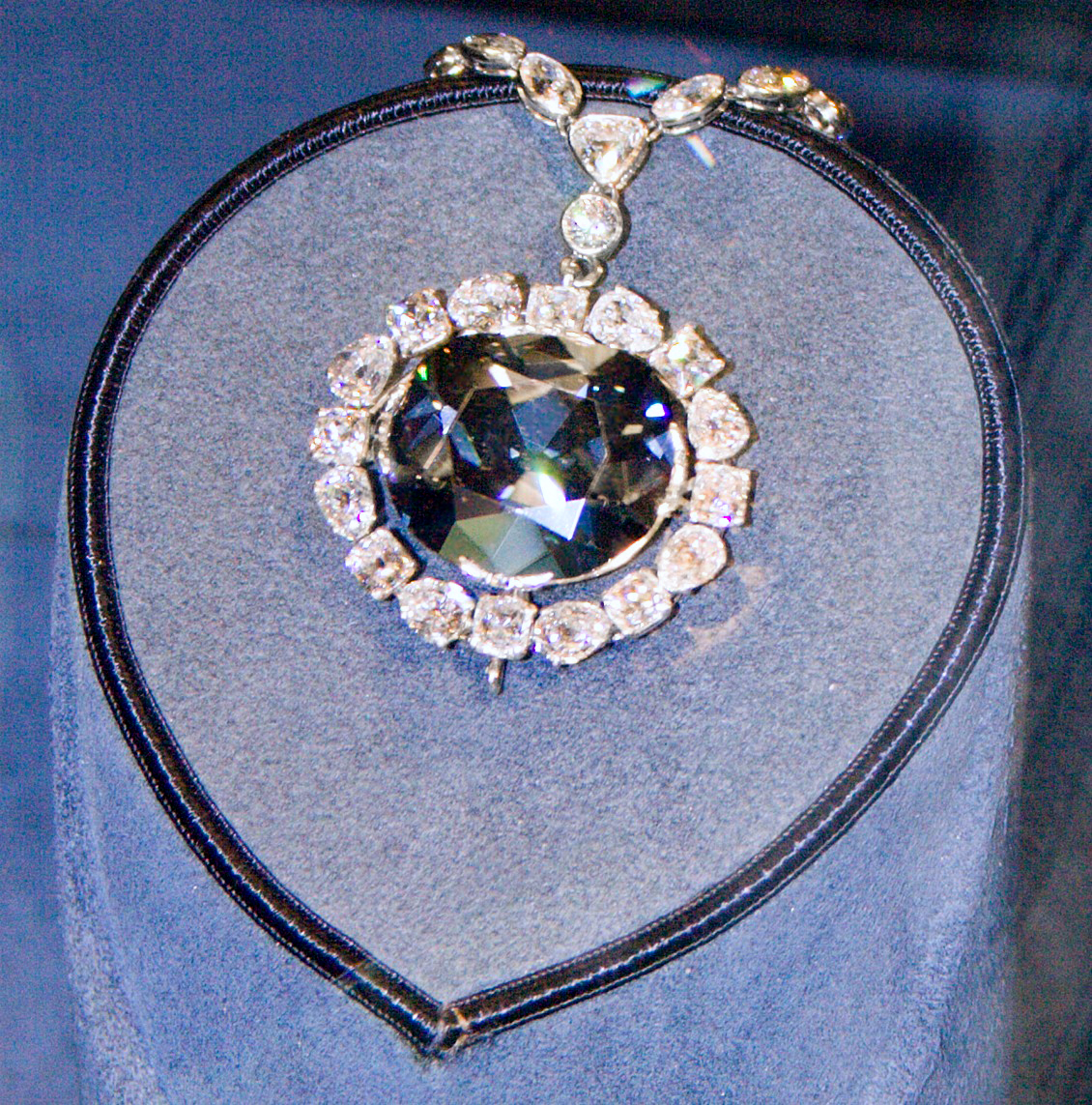
ماسة الأمل
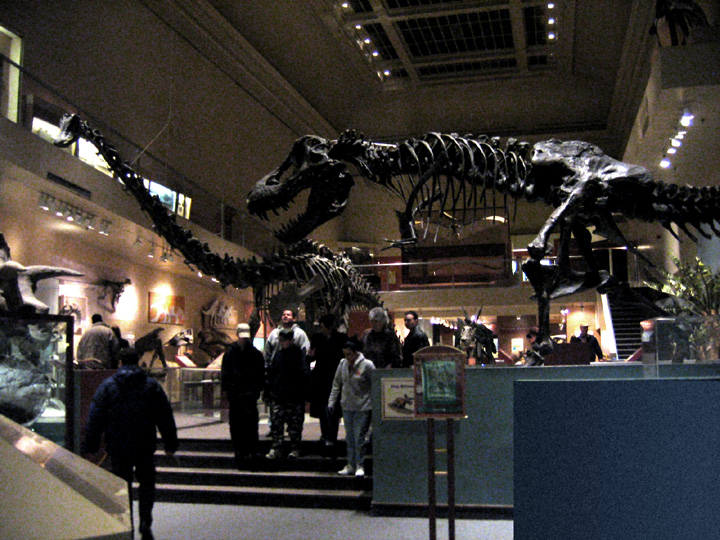
قاعة الديناصورات
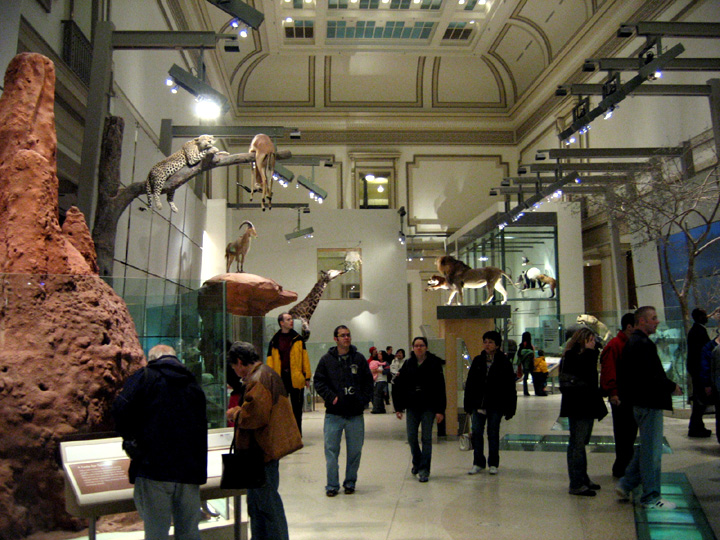
قاعة الثديات
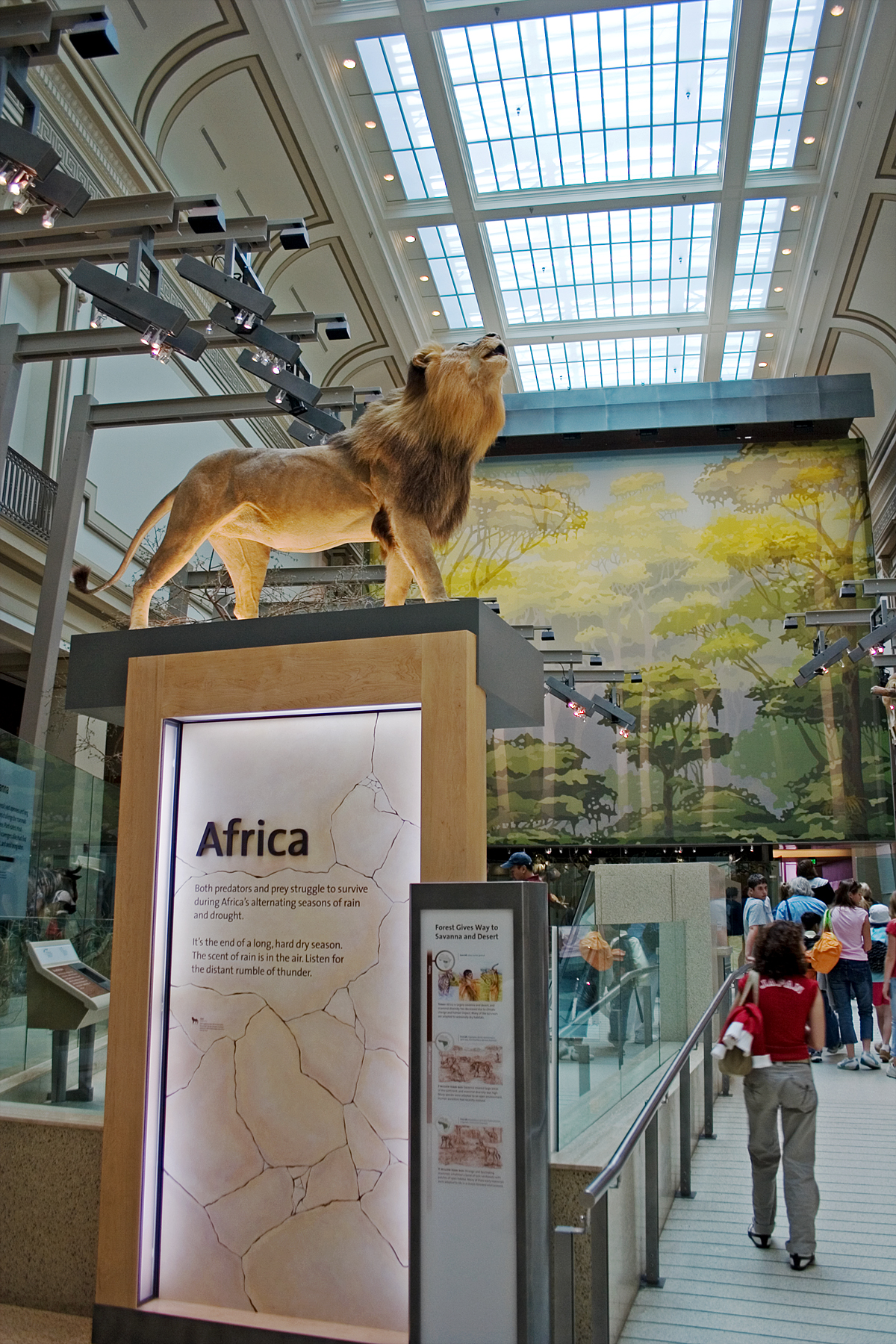
الجهة الأخرى من قاعة الثديات

## في الثقافة الشعبية
- تتحدث حلقة من حلقات المسلسل ساوث بارك عن خطة لسرقة ماسة الأمل.
- في لعبة الفيديو فال آوت، يسكن الغيلان (البشر المتحورون بسبب الحرب النووية) في المتحف.